# 二道甸子镇
二道甸子镇，是中华人民共和国吉林省吉林市桦甸市下辖的一个乡镇级行政单位。

## 行政区划
二道甸子镇下辖以下地区：
二道甸子社区、金龙村、地窨子村、革新村、暖木村、帽山村、中胜村、新风村、桦树村、牡丹村、车辕沟村、富民村和嘎河村。